# Christian Rummel
Christian Franz Ludwig Friedrich Alexander Rummel, född 27 november 1787, död 13 februari 1849 i Wiesbaden, var en tysk pianist, dirigent  och kompositör. I Mannheim studerade han violin för Heinrich Ritter och komposition för Karl Jakob Wagner. Han började karriären 1806 som militärmusikledare. Han deltog i Spanska självständighetskriget 1808-13, där han blev krigsfånge, och var 1815 med i Slaget vid Waterloo. Efter den militära karriären bosatte han sig i Wiesbaden, där han undervisade och var dirigent först för hovorkestern och sedan för teaterorkestern. Han komponerade militärmusik, orkestermusik, kammarmusik och pianomusik, bland annat en klarinettkonsert. Som pianist turnerade han i Europa.
Christian Rummel var far och lärare för pianisterna Josephina Rummel, Joseph Rummel och August Rummel, farfar till pianisten Franz Rummel och farfars far till pianisten Walter Rummel.